# Black Top Records
Black Top Records est un label discographique indépendant américain de blues et rhythm and blues, actif entre 1981 et 2002.
Leur première production est Talk To You By Hand d'Anson Funderburgh and the Rockets. Son catalogue d'artiste incluait Earl King, Snooks Eaglin, Lee Rocker, Guitar Shorty et Robert Ward.

## Histoire
Le label est fondé à La Nouvelle-Orléans en 1981 par les frères Nauman S. Scott, III et Hammond Scott,.
Le label fit initialement ses premiers pas dans le monde de la musique en tant que label de Blues, se développant rapidement vers le rhythm and blues de La Nouvelle-Orléans ainsi que la musique traditionnelle américaine noire. Ils excellèrent spécialement dans la découverte de jeunes talents. Beaucoup de leurs artistes comme Robert Ward, Carol Fran and Clarence Hollimon et W. C. Clark étaient soit inconnus, soit sans contrat depuis des années.
Le label utilisa une large variété de musiciens sur ses enregistrements dont beaucoup issus de la communauté musicale de La Nouvelle-Orléans comme George Porter, Jr., David Torkanowsky, Herman V. Ernest, III et Sammy Berfect, mais firent aussi régulièrement appel aux services des membres du groupe de la Maison de Antone à Austin (Texas) dont le saxophoniste Mark Kazanoff. Bien qu'ils concentrèrent leurs efforts dans l'enregistrement de titres nouveaux, ils sortirent aussi des reprises de vieux titres d'artistes comme Earl Hooker et Hollywood Fats.
Initialement, leur catalogue était distribué par Rounder Records. Quand le contrat arriva à échéance au milieu des années 1990, la distribution fut reprise par Alligator Records après une brève période de travail avec le label Passport Music. Après avoir sorti plus de 100 albums, le label s'effondre en 1999. Nauma Scott décède en 2002. Hammond Scott vendit les droits du catalogue et certains d'entre eux furent acquis par des labels comme Varèse Sarabande, Fuel 2000 et Shout! Factory. En 2006, P-Vine Records au Japon acquit l'ensemble des droits internationaux pour ces œuvres et ressortit un certain nombre d'entre eux.

## Artistes
- Earl King
- Anson Funderburgh and the Rockets (featuring Sam Myers)
- Mike Morgan and the Crawl
- Maria Muldaur
- Snooks Eaglin
- Guitar Shorty
- Rod Piazza and thehe Mighty Flyers
- Solomon Burke
- Carol Fran and Clarence Hollimon
- Robert Ward
- Nappy Brown
- James Thunderbird Davis
- W. C. Clark
- Gary Primich
- Omar and the Howlers
- Lee Rocker
- Lynn August
- Joe « Guitar » Hughes
- Bill Kirchen
- Johnny Dyer
- Rick Holmstrom
- Ronnie Earl and the Broadcasters
- Al Copley
- Grady Gaines
- Ron Levy's Wild Kingdom
- Bobby Radcliff
- Bobby Parker

## Catalogue
Ceci est le catalogue du label, ordonnancé suivant le numéro de catalogue.
| N° | N°   | Artiste/Titre                                                  | Année |
| -- | ---- | -------------------------------------------------------------- | ----- |
| BT | 1001 | Anson Funderburgh and the Rockets - Talk to You By Hand        | 1981  |
| BT | 1021 | The Cold Cuts - Meat The Cold Cuts                             | 1982  |
| BT | 1022 | Anson Funderburgh and the Rockets - She Knocks Me Out!         | 1982  |
| BT | 1023 | Ronnie Earl - Smokin                                           | 1982  |
| BT | 1024 | Buckwheat Zydeco - 100% Fortified Zydeco                       | 1983  |
| BT | 1025 | Johnny Reno and His Sax Maniacs : Born to Blow (12" single)    | 1983  |
| BT | 1031 | The Neville Brothers : Neville-ization                         | 1984  |
| BT | 1032 | Anson Funderburgh and the Rockets : My Love Is Here to Stay    | 1984  |
| BT | 1033 | Ronnie Earl : Deep Blues                                       | 1984  |
| BT | 1034 | Ron Levy's Wild Kingdom                                        | 1986  |
| BT | 1035 | Earl King w/ The Roomful of Blues : Glazed                     | 1986  |
| BT | 1036 | Hubert Sumlin: Blues Party                                     | 1987  |
| BT | 1037 | Snooks Eaglin : Baby, You Can Get Your Gun                     | 1987  |
| BT | 1038 | Anson Funderburgh and the Rockets : Sins                       | 1987  |
| BT | 1039 | Nappy Brown : Something Gonna Jump Out the Bushes              | 1988  |
| BT | 1040 | Ron Levy's Wild Kingdom : Safari to New Orleans                | 1988  |
| BT | 1041 | Grady Gaines and the Texas Upsetters : Full Gain               | 1988  |
| BT | 1042 | Ronnie Earl : Soul Searchin'                                   | 1988  |
| BT | 1043 | James Thunderbird Davis : Check Out Time                       | 1989  |
| BT | 1044 | V.A.: Blues-A-Rama Vol. 1 (Anson,Ron Levy, Grady Gaines)       | 1989  |
| BT | 1045 | V.A.: Blues-A-Rama Vol. 2                                      | 1989  |
| BT | 1046 | Snooks Eaglin : Out of Nowhere                                 | 1989  |
| BT | 1047 | Al Copley : Automatic Overdrive                                | 1989  |
| BT | 1048 | Bobby Radcliff : Dresses Too Short                             | 1989  |
| BT | 1049 | Anson Funderburgh and the Rockets : Rack'em Up                 | 1989  |
| BT | 1050 | Joe « Guitar » Hughes : If You Want To See The Blues           | 1989  |
| BT | 1051 | Mike Morgan and the Crawl: Raw and Ready                       | 1990  |
| BT | 1052 | Earl King : Sexual Telepathy                                   | 1990  |
| BT | 1053 | Hubert Sumlin : Healing Feeling                                | 1990  |
| BT | 1054 | Al Copley and Hal Singer : Royal Blue                          | 1990  |
| BT | 1055 | V.A.: Gulf Coast Blues                                         | 1990  |
| BT | 1056 | V.A.: Blues-A-Rama Vol. 3 (J. Davis, B. Radcliff, Ron Levy)    | 1990  |
| BT | 1057 | V.A.: Blues-A-Rama Vol. 4 (Grady Gaines, Joe Medwick)          | 1990  |
| BT | 1058 | V.A.: Blues-A-Rama Vol. 5 (Ronnie Earl, Joe Hughes)            | 1990  |
| BT | 1059 | Tri Saxual Soul Champs (Sil Austin, Fats Jackson)              | 1990  |
| BT | 1060 | Ronnie Earl : Peace of Mind                                    | 1990  |
| BT | 1061 | Greg Piccolo: Heavy Juice                                      | 1990  |
| BT | 1062 | Rod Piazza : Blues in the Dark                                 | 1991  |
| BT | 1063 | Robert Ward : Fear No Evil                                     | 1991  |
| BT | 1064 | Mike Morgan and the Crawl : Mighty Fine Dancin'                | 1991  |
| BT | 1065 | James Harman : Do Not Disturb                                  | 1991  |
| BT | 1066 | V.A.: Blues Cocktail Party (James Harman, Earl, Eaglin)        | 1991  |
| BT | 1067 | Bobby Radcliff: Universal Blues                                | 1991  |
| BT | 1068 | Anson Funderburgh and the Rockets: Tell Me What I Want To Hear | 1991  |
| BT | 1069 | Ronnie Earl : Surrounded By Love                               | 1991  |
| BT | 1070 | Darrell Nulisch and Texas Heat : Orange Soda                   | 1991  |
| BT | 1071 | Carol Fran and Clarence Hollimon: Soul Sensation               | 1992  |
| BT | 1072 | Snooks Eaglin: Teasin' You                                     | 1992  |
| BT | 1073 | V.A.: Blues-A-Rama Vol. 6 (Snooks, Anson, Sumlin)              | 1992  |
| BT | 1074 | Lynn August : Creole Cruiser                                   | 1992  |
| BT | 1075 | V.A.: Blues Pajama Party (Piazza, King, Eaglin)                | 1992  |
| BT | 1076 | Rod Piazza : Alphabet Blues                                    | 1992  |
| BT | 1077 | Anson Funderburgh : Thru the Years                             | 1992  |
| BT | 1078 | V.A.: Soul Survey (Robert Ward, Earl King, etc.)               | 1992  |
| BT | 1079 | V.A.: Blues Guitar Spotlight                                   | 1992  |
| BT | 1080 | Mike Morgan and the Crawl: Full Moon Over Dallas               | 1992  |
| BT | 1081 | Maria Muldaur: Louisiana Love Call                             | 1992  |
| BT | 1082 | Ronnie Earl : Test of Time                                     | 1992  |
| BT | 1083 | V.A.: Blues Harmonica Spotlight                                | 1992  |
| BT | 1084 | Grady Gaines : Horn of Plenty                                  | 1992  |
| BT | 1085 | Magic Sam: Magic Touch                                         | 1992  |
| BT | 1086 | Bobby Parker : Bent Out of Shape                               | 1993  |
| BT | 1087 | Rod Piazza : Harpburn                                          | 1993  |
| BT | 1088 | Robert Ward : Rhythm of the People                             | 1993  |
| BT | 1089 | V.A.: Blues-A-Rama Vol. 7 (R. Ward,C.Fran,The Crawl)           | 1993  |
| BT | 1090 | Earl King : Hard River to Cross                                | 1993  |
| BT | 1091 | James Harman : Two Sides to Every Story                        | 1993  |
| BT | 1092 | Lynn August : Sauce Picante                                    | 1993  |
| BT | 1093 | Earl Hooker : Play Your Guitar, Mr. Hooker                     | 1993  |
| BT | 1094 | Guitar Shorty : Topsy Turvey                                   | 1993  |
| BT | 1095 | Solomon Burke: Soul of the Blues                               | 1993  |
| BT | 1096 | Terrance Simien: There Is Room For Us All                      | 1993  |
| BT | 1097 | Hollywood Fats : Rock this House                               | 1993  |
| BT | 1098 | Big Joe and the Dynaflows: Layin' in the Alley                 | 1994  |
| BT | 1099 | Junior Watson: ong Overdue                                     | 1994  |
| BT | 1100 | Carol Fran & Clarence Hollimon: See There                      | 1994  |
| BT | 1101 | Johnny Dyer: See There (with Rick Holmstrom)                   | 1994  |
| BT | 1102 | Mike Morgan and Crawl: Ain't Worried No More                   | 1994  |
| BT | 1103 | W.C. Clark: Heart of Gold                                      | 1994  |
| BT | 1104 | James Harman: Cards on the Table                               | 1994  |
| BT | 1105 | Lee Rocker's Big Blue                                          | 1994  |
| BT | 1106 | Mike Morgan and Crawl : Let the Dogs Run                       | 1994  |
| BT | 1107 | Maria Muldaur : Meet Me at Midnite                             | 1994  |
| BT | 1108 | Solomon Burke : Live at the House of Blues                     | 1994  |
| BT | 1109 | Bill Kircher : Tombstone Every Mile                            | 1994  |
| BT | 1110 | Bobby Radcliff: Theres a Cold Grave in My Way                  | 1994  |
| BT | 1111 | Anson Funderburgh and the Rockets : Live at Grand Emporium     | 1995  |
| BT | 1112 | Snooks Eaglin : Souls Edge                                     | 1995  |
| BT | 1113 | Little Sonny Jones : New Orleans                               | 1995  |
| BT | 1114 | Johnny Dyer : Shake It                                         | 1995  |
| BT | 1115 | Tommy Ridgley: Since the Blues Began                           | 1995  |
| BT | 1116 | V.A.: Blues Costume Party (Mighty Flyers, Lynn August)         | 1995  |
| BT | 1117 | Phillip Walker : Working Girl Blues                            | 1995  |
| BT | 1118 | James Harman: Black and White                                  | 1995  |
| BT | 1119 | Bobby Parker : Shine Me Up                                     | 1995  |
| BT | 1120 | Kid Ramos: Two Hands One Heart                                 | 1995  |
| BT | 1121 | Lee Rockers Big Blue : Atomic Boogie Hour                      | 1995  |
| BT | 1122 | V.A.: Blues, Misletoe and Santa's Helper                       | 1995  |
| BT | 1123 | Robert Ward : Black Bottom                                     | 1995  |
| BT | 1124 | Blue Vocal Dynamite (Bobby Parker, Lee McBee)                  | 1995  |
| BT | 1125 | Rick Holmstrom: Lookout!!                                      | 1995  |
| BT | 1126 | Guitar Shorty: Get Wise to Yourself                            | 1995  |
| BT | 1128 | Jesse Thomas : Looking for that Woman                          | 1995  |
| BT | 1129 | Lonnie Brooks : Live at Peppers                                | 1995  |
| BT | 1130 | Bill Kirchen : Have Love Will Travel                           | 1995  |
| BT | 1131 | W.C. Clark: Texas Soul                                         | 1995  |
| BT | 1132 | Mike Morgan: Looky Here!                                       | 1996  |
| BT | 1133 | Robert Ealey: Turn Out the Lights                              | 1996  |
| BT | 1134 | Rusty Zinn: Sittin and Waitin'                                 | 1996  |
| BT | 1135 | V.A.: Black Top Instrumental Blues Dynamite!                   | 1996  |
| BT | 1136 | Gary Primich: Company Man                                      | 1997  |
| BT | 1137 | Snooks Eaglin: Live In Japan                                   | 1997  |
| BT | 1138 | Robert Ealey: I Like Music When I Party                        | 1997  |
| BT | 1139 | Johnny Copeland: Live In Australia                             | 1997  |
| BT | 1140 | Anson Funderburgh/Sam Myers: That's What They Want             | 1997  |
| BT | 1141 | Bobby Radcliff: Live at the Rynborn                            | 1997  |
| BT | 1142 | Dave Myers: You Can't Do That                                  | 1998  |
| BT | 1143 | Mike Morgan and Crawl: The Road                                | 1998  |
| BT | 1144 | Henry Butler: Blues After Sunset                               | 1998  |
| BT | 1145 | W.C. Clark: Lover's Plea                                       | 1998  |
| BT | 1146 | Phillip Walker: I Got a Sweet Tooth                            | 1998  |
| BT | 1147 | Guitar Shorty: Roll Over Babyv                                 | 1998  |
| BT | 1148 | Chris Thomas King: Red Mud                                     | 1998  |
| BT | 1149 | Rosco Shelton: Let It Shine                                    | 1998  |
| BT | 1150 | Earl Gaines: Everything's Gonna Be Allright                    | 1998  |
| BT | 1151 | Rusty Zinn: Confessin'                                         | 1999  |
| BT | 1152 | Omar ad the Howlers: Swingland                                 | 1999  |
| BT | 1153 | Gary Primich : Botheration                                     | 1999  |
| BT | 1154 | Mike Morgan : I Like The Way You Work It                       | 1999  |
| BT | 7001 | Rod Piazza : California Blues                                  |       |
| BT | 7002 | Ronnie Earl : Plays Big Blues                                  |       |
| BT | 7003 | Robert Ward : Man from Twiggs County                           |       |
| BT | 7004 | Earl King : New Orleans Street Parade                          |       |
| BT | 7005 | Bayou State Blues... Great Louisiana sampler                   |       |
| BT | 7006 | Solomon Burke : King of Rock and Soul                          |       |
| BT | 7007 | Jump and Swing : Austin, Anson Funderburgh, Piazza             |       |
| BT | 002  | Blues-A-Rama : Budget Sampler (21 tracks)                      |       |
| BT | 003  | Blue Highway Sampler (Funderburgh, King, Eaglin)               |       |